# Боссарт Алла Борисівна
Босса́рт А́лла Бори́сівна (* 2 квітня 1949, Москва, РРФСР) — російська письменниця і публіцистка, оглядачка російської «Нової газети».

## Життєпис
У 1971 році закінчила факультет журналістики МДУ. Її батько, Борис Петрович Боссарт (1925) — перекладач з німецької, мати Ніна Анатоліївна (1925) - викладач англійської мови. Дочка - Віра Боссарт (художниця). Чоловік - поет-сатирик Ігор Іртеньєв. У різні роки Алла Борисівна працювала в різних центральних засобах масової інформації. Починаючи з 1986 року - в головних перебудовних виданнях - «Вогник», «Столиця», «Московські новини». З 1997 року, протягом 15 років була оглядачем «Нової газети». З кінця 1990-х років пише прозу, друкується в «товстих» журналах, видає книги. У 2012 році перейшла на становище «фрілансера».  
Автор книги прози «Скреббл» (М.: Час, 2005).  
Член комітету «2008: Вільний вибір».
У жовтні 2011 року разом з чоловіком Ігорем Іртеньєвим емігрувала в Ізраїль і отримала там друге громадянство.

## Громадянська позиція
В березні 2014 року підписала листа «Ми з Вами!» КіноСоюзу на підтримку України.
У травні 2018 приєдналась до заяви російських літераторів на захист українського режисера Олега Сенцова, незаконно засудженого у РФ.